# Niagara Falls Flyers
Niagara Falls Flyers byl kanadský juniorský klub ledního hokeje, který sídlil v Niagara Falls v provincii Ontario. V letech 1960–1972 a 1976–1982 působil v juniorské soutěži Ontario Hockey League (dříve Ontario Hockey Association). Zanikl v roce 1982 přestěhováním do North Bay, kde byl vytvořen tým North Bay Centennials. Své domácí zápasy odehrával v hale Niagara Falls Memorial Arena s kapacitou 3 000 diváků. Klubové barvy byly zlatá, bílá a černá.
Nejznámější hráči, kteří prošli týmem, byli např.: Steve Larmer, Mike Gartner, Wayne Maxner, Bernie Parent, Derek Sanderson nebo Tom Webster.

## Úspěchy
- Vítěz Memorial Cupu ( 2× )
  - 1965, 1968
- Vítěz OHA / OHL ( 3× )
  - 1962/63, 1964/65, 1967/68

## Přehled ligové účasti
Zdroj: 
- 1960–1961: Ontario Hockey Association
- 1961–1963: Ontario Hockey Association (Divize Provincial Jr. A)
- 1963–1972: Ontario Hockey Association
- 1972–1976: bez soutěže
- 1976–1980: Ontario Hockey Association (Emmsova divize)
- 1980–1982: Ontario Hockey League (Emmsova divize)